# Épicerie autogérée
Une épicerie autogérée est un commun où les membres coopèrent pour mettre en place un service permettant l'accès à des produits de leur choix à prix coûtant. Ce modèle se distingue par son orientation vers l'horizontalité du pouvoir, mettant l'accent sur l'émancipation et l'autonomisation de chaque individu au sein du collectif. Les processus sont délibérément simplifiés pour favoriser la plus grande autonomie possible chez les membres. Ce commun réussit le test de l'autogestion en fonctionnant sans salariés, sans assemblées générales et sans systèmes de gestion informatisé.

## Historique
À la fin des années 2000 et au début des années 2010, une nouvelle vague d'initiatives visant à créer des réseaux de distribution alimentaire alternatifs à la grande distribution dominante a émergé,,. Plusieurs modèles de magasins de consommateurs sont nés ou remis au gout du jour : les supermarchés coopératifs, les épiceries participatives et les épiceries autogérées. Ce dernier modèle s'inscrivent dans la continuité des groupements d'achat service épicerie (GASEs). Dyonicoop à Saint-Denis (93), ouverte en 2015, est l'une des premières initiatives notables qui a inspiré d'autres ouverture telles que celles de 2017 à Saint-Denis (93), de 2018 à Amiens (Le Peuplié) et 2019 à Villers-Cotterêts (Cocoricoop),, ouvrant ainsi la voie à de nombreuses autres.
Deux structures nationales se sont constituées et documentent le modèle. La première, Fédécoop produit de la documentation du modèle et de l'analyse comparative avec d'autres modèles ,. Elle met en lien près de 300 épiceries de consommateurs sans salariés et a initié depuis 2016 les « Rencontres nationales des coopératives alimentaires autogérées». La seconde, Cooplib, documente et analyse le modèle, maintient une liste des épiceries autogérées répondant à un référentiel, , et participe à l'organisation des rencontres nationales.

## Objet
Le modèle des épiceries autogérées intègre les objectifs des groupements d'achat service épicerie (prix coutant, alternative à la grande distribution, liens avec les producteurs, mutualisation d'achat, confiance, lien social). Il se différencie des GASEs et des épiceries participatives par l'expérimentation de l'autogestion (ou gestion directe), et la vigilance pour prévenir la formation d'espaces de pouvoir,,. Le but étant de créer un climat propice à la confiance entre les membres et la légitimité dans la prise d'initiative,.

## Particularités
L'autogestion est au cœur du projet, avec l'absence de salariés, et une autonomie décisionnelle totale pour chaque membre,. Ces collectifs fonctionnent de manière optimale avec des groupes de 15 à 250 foyers, au-delà desquels l'essaimage est privilégié pour maintenir l'autogestion,. Sur le plan juridique, les associations loi de 1901 sont l'outil privilégié, offrant une structure souple sans bureau ni conseil d'administration.
La participation des membres est libre, reposant sur un contrat moral pour assurer la pérennité du projet,. Les membres sont encouragés à prendre des initiatives sans validation préalable du collectif, pour favoriser la confiance a priori entre membres et leur responsabilisation,,.
L'approvisionnement se fait via une trésorerie commune, constituée par les avances des membres,, que tout le monde peut mobiliser pour des commandes,. Les produits sont proposés sans marge, au prix d'achat chez le fournisseur,. Les frais (local, assurance, charges, etc.) sont couverts par une participation annuelle libre ou fixée par le collectif,.
La gestion informatisée est évitée en limitant l'usage des outils numériques et en privilégiant des outils plus accessibles tels que les listes de diffusion pour la communication,. Les collectifs cherchent ainsi à limiter les potentiels espaces de pouvoir engendrés par une gestion informatique plus complexe,. Les épiceries autogérées ne disposent pas de caisse : chaque membre tient une fiche papier dédiée résumant ses avances et le montant de ses achats,. Il n'y a pas de système de gestion de stock non plus ; les membres prenant l'initiative de passer une commande vérifient l'état des rayons à ce moment-là, une action à la portée de tous,.
Ainsi, ce modèle réussit le test de l'autogestion en fonctionnant sans salariés, sans assemblées générales et sans systèmes de gestion informatisé,.

## Liste d'épiceries autogérées
- Dionycoop, à Saint-Denis (trois boutiques sur la ville), (93)[33].
- Le Peuplié, à Amiens (80), ouvert en 2019[8].
- Cocoricoop, à Villers-Cotterêts (02), ouvert en 2019[9].
- L’aontraide, à Laon (02), ouvert en 2020[34].
- Haricocoop, à Belleu (02), ouvert en 2021[35].
- CompiCoop, à Compiègne (60), ouvert en 2021[36].
- La Crèmerie, à Clapiers (34), ouvert en 2022[37].